# Thomas Guené
Thomas Guené, né le 16 janvier 1990 à Épinal, est un acteur, metteur en scène et musicien français formé à l'École nationale supérieure des arts et techniques du théâtre.

## Biographie
Il commence sa formation de comédien en classe théâtre au Lycée Frédéric Chopin, puis au sein des conservatoires de Nancy et de Paris (8ème et 5ème arrondissements). En 2011, il intègre l'ENSATT (École nationale supérieure des arts et techniques du théâtre), dont il sort diplômé en 2014. Il est académicien à la Comédie-Française durant la saison 2014-2015.
Multi-instrumentiste autodidacte, il s'initie à la musique dès l'adolescence. Au théâtre, il chante et joue de différents instruments dans plusieurs spectacles. On a notamment pu le voir jouer de la guitare (dans Pour le meilleur, La double inconstance et A la renverse), du ukulélé (dans #JAHM : les jeux de l'amour et du hasard) et de la batterie (dans France Fantôme).
Il a également été percussionniste pour le groupe Letteï, ainsi que banjoïste et claviériste pour le groupe Yellow Spaceship

## Théâtre

### Comédien
- 2010 : Le temps viendra de Romain Rolland, mise en scène Frédéric Touitou, Théâtre du Nord-Ouest
- 2010 : Le grand cirque Rialto de Miguel Angel Sevilla, mise en scène Nathalie Sevilla, Hôpital Necker-Enfants malades
- 2010 : Les monstres apeurés de Laurent Maurel, mise en scène Marc Ernotte
- 2011 : Alberto est communiste de Pierre Lorquet, mise en scène Antoine Herbulot, Centre Wallonie-Bruxelles (Paris)
- 2011 : L'Opéra de quat'sous de Bertolt Brecht, mise en scène Juliette Séjourné, École normale supérieure (Paris)
- 2012 : La beauté part et les hectares restent de Sarah Bahr, mise en scène Thierry Bordereau, Journées de Lyon des Auteurs de Théâtre
- 2013 : I hate to see that evening sun go down de Guillaume Cayet, seul en scène, ENSATT
- 2013 : La douleur du martien de Sarah Bahr, mise en scène Sarah Bahr, Les Subsistances
- 2013 : Pour le meilleur création collective, mise en scène Claire Lasne-Darcueil, Festival Les nuits de l'enclave
- 2014 : Printemps de Carole Thibaut, mise en scène Carole Thibaut, ENSATT
- 2014 : La Dispute de Marivaux, mise en scène Richard Brunel, Comédie de Valence
- 2014 : War & Breakfast d'après Shoot/Get Treaure/Repeat de Mark Ravenhill, mise en scène Jean-Pierre Vincent, Les Nuits de Fourvière
- 2014 : Le Tartuffe ou l'Imposteur de Molière, mise en scène Galin Stoev, Comédie-Française
- 2014 : Un chapeau de paille d'Italie de Eugène Labiche, mise en scène Giorgio Barberio Corsetti, Comédie-Française
- 2014 : Dom Juan ou le Festin de pierre de Molière, mise en scène Jean-Pierre Vincent, Comédie-Française
- 2014 : La Double Inconstance de Marivaux, mise en scène Anne Kessler, Comédie-Française
- 2014 : Le Misanthrope de Molière, mise en scène Clément Hervieu-Léger, Comédie-Française
- 2015 : Le songe d'une nuit d'été de William Shakespeare, mise en scène Muriel Mayette, Comédie-Française
- 2015 : La Maison de Bernarda Alba de Federico García Lorca, mise en scène Lilo Baur, Comédie-Française
- 2015 : Un fil à la patte de Georges Feydeau, mise en scène Jérôme Deschamps, Comédie-Française
- 2015 : Kadoc de Rémi De Vos, mise en scène Michel Vuillermoz, Comédie-Française
- 2016 : Notre jeunesse création collective, mise en scène Alexis Barbosa
- 2016 : L'école des femmes de Molière, mise en scène Armand Eloi
- 2017 : Vadim à la dérive de Adrien Cornaggia, mise en scène  Louise Vignaud
- 2018 : #JAHM : Les jeux de l'amour et du hasard de Marivaux, mise en scène Pascale Daniel-Lacombe
- 2018 : A la renverse de Karin Serres, mise en scène Pascale Daniel-Lacombe
- 2018 : Passeurs création collective, mise en scène Pascale Daniel-Lacombe et Thomas Guerry, Festival d'Avignon, Cour d'honneur
- 2019 : Dan då Dan dog de Rasmus Lindberg, mise en scène Pascale Daniel-Lacombe
- 2019 : Gaby et les garçons de Adrien Cornaggia, mise en scène Arnaud Préchac
- 2020 : France Fantôme de Tiphaine Raffier
- 2021 : Sirène de Adèle Gascuel, mise en scène Catherine Hargreaves, Lynceus Festival
- 2021 : Jeunes fleurs, tristes loups ! (la comédie musicale) de Théophile Dubus, mise en scène Sébastien Depommier, Lynceus Festival
- 2022 : Un furieux désir de bonheur de Catherine Verlaguet, mise en scène Olivier Letellier

### Metteur en scène
- 2015 : Débris de Dennis Kelly
- 2022 : Crazy Smoke avec Yannis Why le magicien

## Filmographie

### Cinéma

#### Longs métrages
- 2018 : La fête est finie de Marie Garel-Weiss

#### Courts métrages
- 2016 : Gotta die of something de Adrian Cacciola
- 2016 : Close Up de Jeremy Banster
- 2017 : Les onironautes de Mathias Zivanovic
- 2018 : Le conteneur de Ophélie Bernard et Théophile Busschaert
- 2018 : 4ème génération de Laurie Chevallier
- 2019 : Titre de Thiago Antonio Mendonça de Sousa

### Télévision
- 2015 : Cherif (série télévisée)
- 2018 : Je dis ça, je dis rien des Yes vous aime

### Clips
- 2016 : Inachevés de Casseurs Flowters (Orelsan et Gringe) réalisé par Grégory Ohrel et Lionel Hirlé[3]
- 2021 : Unbelievable de Texas réalisé par Sean Ellis[4]

## Radio
- 2014 : L’autoroute des disparues réalisé par Alexandre Plank, France Culture
- 2015 : Tintin et les cigares du pharaon réalisé par Benjamin Abitan, France Culture
- 2015 : Boticelli monte au bûcher réalisé par Benjmain Abitan, France Inter
- 2015 : 1851 : Victor Hugo face à Napoléon le petit réalisé par Laurence Courtois, France Inter
- 2015 : Le soleil se couche parfois à Montpellier réalisé par Etienne Vallès, France Culture
- 2021 : 1514, le voyage musico-temporel des voix animées[5] réalisé par Louise Loubrieu, France Musique

## Doublage

### Télévision
- 2014-2015 : Prey : voix additionnelles (mini-série)
- 2015 : 22.11.63 : Cody [Qui ?] (mini-série)
- 2015-2017 : Norskov, dans le secret des glaces : David (Andreas Holt Vejergang)
- 2016 : Madam Secretary : un adolescent [Qui ?]
- 2016 : 2 Broke Girls : Topher (John Hartman) (saison 5, épisode 10)
- 2016 : Undercover : voix additionnelles
- 2016 : The Missing : Martin [Qui ?]
- 2016 : Brooklyn Nine-Nine : voix additionnelles
- 2016 : Les Enquêtes de Murdoch : Stephen Taylor (Gage Munroe (en)) (saison 10, épisode spécial) et Lealand Harcourt (Daniel Henkel) (saison 10, épisode 6)
- 2017 : Blindspot : voix additionnelles
- 2017 : Born to Kill : voix additionnelles
- 2017-2020 : The Last Kingdom : Æthelred (Toby Regbo) (21 épisodes)
- 2019 : October Faction : voix additionnelles
- 2019 : Ransom : Danny [Qui ?]
- 2019 : Mortel : voix additionnelles
- 2019 : Mindhunter : Campbell [Qui ?]
- 2019 : iZombie : voix additionnelles
- 2019 : Castle Rock : voix additionnelles
- 2019 : Veronica Mars : voix additionnelles

### Cinéma
- 2015 : Une seconde mère : Caveira
- 2016 : Mr. Wolff : Voix additionnelles
- 2017 : Hilfe, wir sind offline! : Tom
- 2019 : Sommerfest : Quichotte
- 2019 : Ça : Chapitre 2 : Voix additionnelles